# Альбертус Пиктор

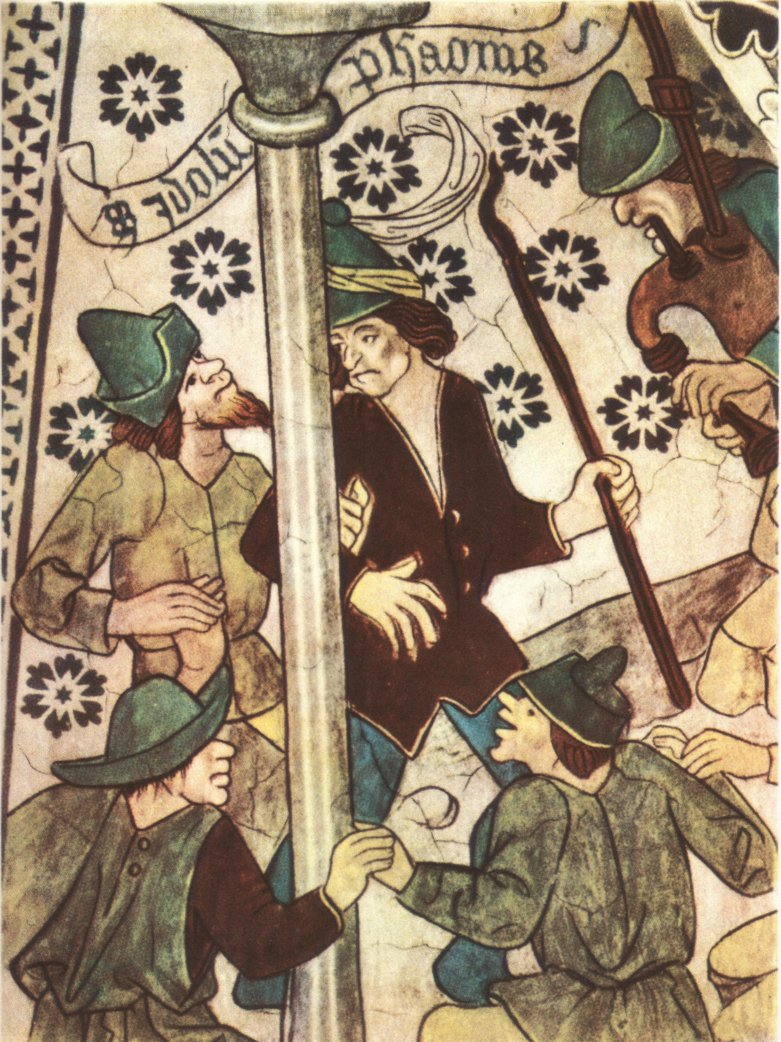
«Танцующие крестьяне».

Альбертус Пиктор (швед. Albertus Pictor, букв. «Альбертус Художник»; между 1440 или 1450 — между 1507 или 1509), настоящее имя Альберт Имменхаузен (швед. Albertus Immenhusen) — шведский художник времён позднего Средневековья, более всего известный настенными фресками и а секко для множества церквей центральной и южной Швеции (Уппланд, Вестманланд, Сёдерманланд).

## Биография
О его жизни сохранилось мало сведений. Считается, что он был родом из германского гессенского города Имменхаузен. В шведских исторических документах он впервые упоминается в 1465 году, когда стал жителем города Арбуга. Спустя восемь лет он переехал в Стокгольм, где женился на вдове умершего местного художника и стал владельцем его художественной мастерской. Альбертус был не только художником, но также органистом, ткачом и мастером по изготовлению гобеленов. В период с 1479 по 1508 годы его имя упоминается в документах по различным гражданским делам десять раз. В 1507 году, как сообщается, он тяжело заболел и оказался прикован к постели, хотя в Швеции годом его смерти принято считать 1509, когда его имя окончательно перестаёт упоминаться. Его жена дожила как минимум до 1522 года.

## Творческое наследие
Общее количество настенных росписей Альбертуса неизвестно; ныне ему приписывается роспись 37 сохранившихся в Швеции церквей. Девять из картин либо подписаны каким-либо вариантом имени Альбертуса, либо документально подтвержденная подпись была уничтожена. Наиболее известные росписи его предполагаемого авторства — «Танцующие крестьяне» и «Смерть, играющая в шахматы».

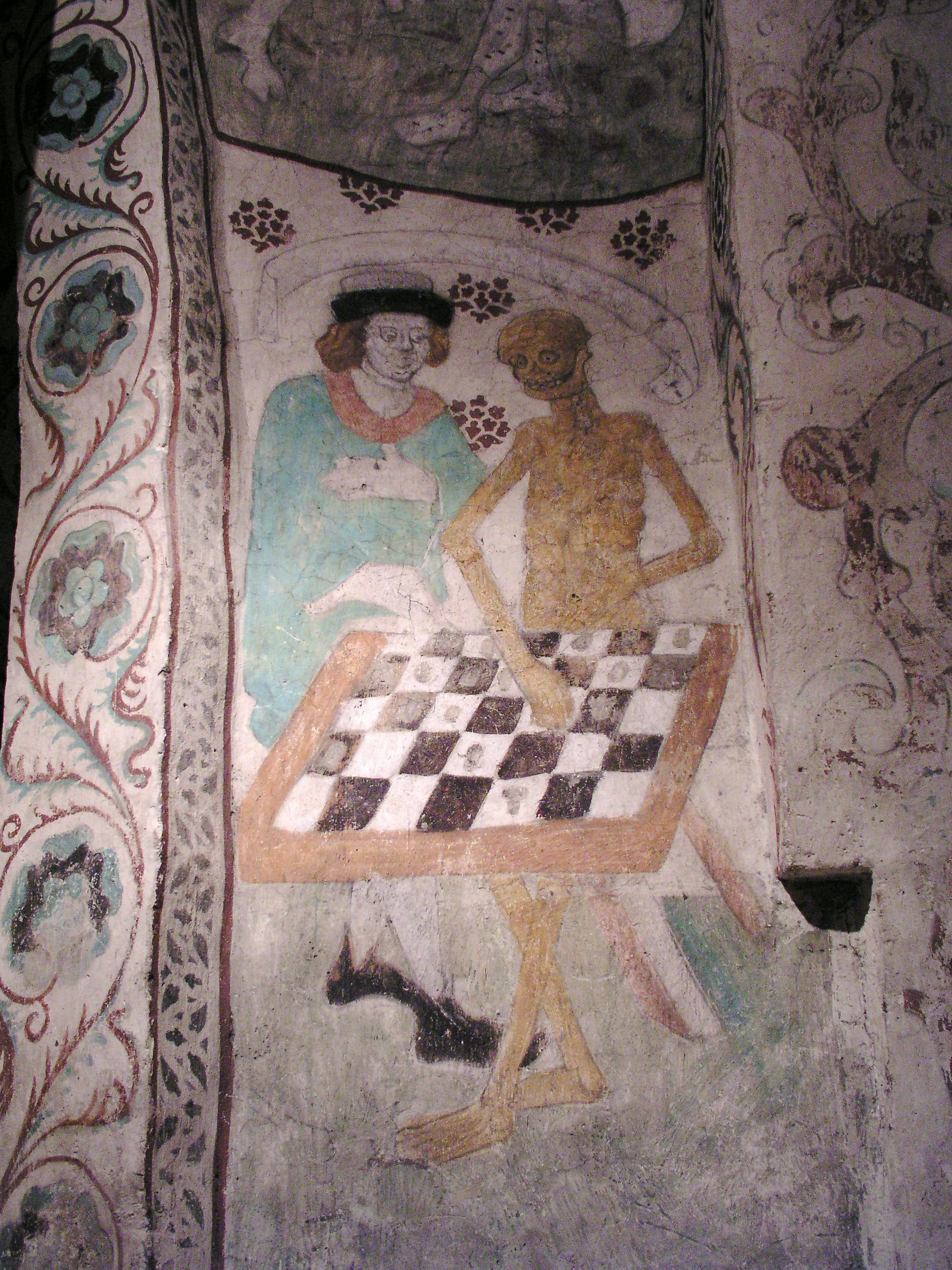
«Смерть, играющая в шахматы»

## Факты
- Фреска «Смерть, играющая в шахматы» из церкви Тёбю (швед. Täby kyrka) послужила одним из источников сюжета знаменитой сцены в фильме Ингмара Бергмана «Седьмая печать», в которой Антониус Блок ведет игру со Смертью. Сам художник в исполнении Гуннара Ульсона тоже является одним из героев фильма: он разговаривает с оруженосцем Блока во время работы над стенной росписью церкви.